# Веремалуа, Яса
Яса Веремалуа (фидж. Jasa Veremalua; род. 29 мая 1988, Фиджи) — фиджийский регбист, играющий на позиции винга, центра и фланкера. Олимпийский чемпион по регби-7 в составе сборной Фиджи.

## Биография

### Личная жизнь
Уроженец местечка Коротого (округ Барави, провинция Надрога). Начал заниматься регби-7 в составе местного клуба «Ред Рок». В возрасте 19 лет потерял отца; своим духовным наставником и вторым отцом считает тренера клуба «Ред Рок» Лоте Расига. Яса окончил методистскую школу и колледж Сигатока, позже поступил в среднюю школу Святого Томаса в Лаутоке. Окончил Фиджийский национальный университет в Ба по специальности «Автомобильный и дорожный транспорт».

### Клубная карьера
Выступал за команды «Сенибиау» и «Натабуа» по регби-15. В 2012 году получил медаль Кампесе-Сереви как лучший игрок Coral Coast 7s. В 2019 году стал игроком американского клуба «Сан-Диего Легион» и тренером в клубной академии. В 2021 году перешёл в новосозданную израильскую франшизу «Тель-Авив Хит» для участия в Суперкубке Европы.

### В сборной
В сборной Фиджи по регби-7 Яса выступает с 2013 года под руководством Алиферети Дере. В марте 2013 года получил предложение от клуба «Тулуза» из французского первенства Топ 14, но отказался от него из-за травмы. В 2016 году на этапе мировой серии по регби в США стал лучшим игроком турнира, а на этапе в Лондоне помог команде дойти до четвертьфинала и гарантировать вторую победу подряд в Мировой серии по регби-7 в сезоне 2015/2016. По итогам серии был признан самым ценным игроком и вошёл в символическую сборную. На Олимпиаде в Рио-де-Жанейро занёс три попытки (15 очков), из них одну в финале против Великобритании, что позволило Фиджи выиграть титул олимпийских чемпионов по регби-7.